# 골칫거리 시인 할프레드의 사가
《골칫거리 시인 할프레드의 사가》(고대 노르드어: Hallfreðar saga vandræðaskálds 할프레다르 사가 반드레다스칼드스)는 아이슬란드 사가 중 한 작품이다. 1000년경 전후로 살았던 아이슬란드 시인 할프레드 반드레다스칼드에 관한 이야기이다. 《코르마크의 사가》, 《뱀혓바닥 군늘라우그의 사가》 등 시인이 주인공인 다른 사가들과 약간의 유사성이 있지만 시인들의 연애사보다는 주인공 할프레드가 게르만 전통종교에서 기독교로 개종하는 말썽 많은 과정과 올라프 1세을 비롯한 노르웨이 왕들과 할프레드 사이의 관계를 주로 다루고 있다.
14세기 필사본인 《모드루벨리르의 서》와 《평평한 섬의 서》에 보존되어 있는데, 두 판본의 내용이 매우 상이하다.